# Mieczysław Szumański
Mieczysław Leon Ludwik Szumański vel Mieczysław Kozarzewski, ps. „Biały”, „Bury”, „Bystry”, „Dyrektor”, „Łaski” (?), „Wolski”, „U.P. «Un Polonais»” (ur. 4 czerwca 1896 w Chomiakówce, powiecie tłumackim, zm. 29 kwietnia 1973 w Lailly-en-Val we Francji) – podpułkownik geograf Wojska Polskiego i Armii Krajowej, szef Służby Geograficznej Oddziału IV Kwatermistrzowskiego Komendy Głównej AK, kawaler Orderu Virtuti Militari, działacz Zrzeszenia Wolność i Niezawisłość.

## Życiorys
Urodził się w rodzinie Jana Kantego i Marii z domu Lipsz. Miał siostrę Zofię. Od 1907 uczył się w C.K. IV Gimnazjum we Lwowie. Od 1910 roku działał w OMN „Zarzewie”, a od 1911 roku – w 4. Lwowskiej Drużynie Skautowej. Od początku 1913 roku uczył geografii ziem polskich i terenoznawstwa w Tajnej Polskiej Szkole Państwowej. We wrześniu 1913 roku wstąpił do 1. Polskiej Drużyny Strzeleckiej.
Jego późniejsza nauka była przeplatana kampaniami wojennymi:
- od stycznia do kwietnia 1917 roku uczył się na kursie szkoleniowym w Zambrowie
- w 1922 roku przeszedł kurs unitarny dla dowódców kompanii
- w 1923 roku zdał maturę w II Państwowym Gimnazjum w Stanisławowie
- w latach 1923–1925 uczył się na 2-letnim kursie w Oficerskiej Szkole Topografów przy Wojskowym Instytucie Geograficznym[4].

### Legiony
Na początku sierpnia 1914 roku zaciągnął się w Krakowie do IV baonu drużyn strzeleckich Józefa Piłsudskiego. Od 18 sierpnia służył w 2 kompanii III baonu Edwarda Śmigłego-Rydza. 23 października był ranny w bitwie pod Laskami. Leczył się w Krakowie. Od 24 grudnia współorganizował kompanię narciarską dowodzoną przez Mariusza Zaruskiego, był w niej instruktorem i sekcyjnym.
Od 15 marca walczył w 6 kompanii 3 pułku piechoty II Brygady Legionów Polskich. W lecie prawdopodobnie był ranny w czasie bitwy pod Toporowcami, po rekonwalescencji został przeniesiony do kompanijnego plutonu karabinów maszynowych III baonu 2 pułku tejże brygady. Walczył z nią na Bukowinie, w Besarabii i na Wołyniu.
Po kryzysie przysięgowym od lipca 1917 roku służył w Polskim Korpusie Posiłkowym, po połączeniu oddziałów dawnej II Brygady z II Korpusem został w nim oficerem rachunkowym. Walczył w przegranej bitwie pod Kaniowem, po rozproszeniu Korpusu przedostał się do Kijowa, gdzie został aresztowany przez władze ukraińskie i wydany Niemcom. Uciekł z więzienia i zgłosił się do Polskiej Komendy Etapowej w Kijowie, gdzie został skierowany do Organizacji Werbunkowo-Agitacyjnej Korpusów Polskich na Wschodzie w Winnicy, gdzie jako Mieczysław Kozarzewski został zastępcą komendanta rejonu, oficerem wywiadowczym i skarbnikiem. 2 stycznia 1919 roku został skierowany do 4 Dywizji Strzelców Polskich, gdzie został adiutantem i później oficerem łącznikowym 2 pułku piechoty. 16 czerwca via Rumunia wrócił do kraju, gdzie został przydzielony do 6 pułku strzelców polskich na stanowisku kolejno intendenta, skarbnika i oficera wywiadowczego. Jako adiutant dowódcy pułku brał udział w wojnie polsko-bolszewickiej w 1920 roku.

### Okres międzywojenny

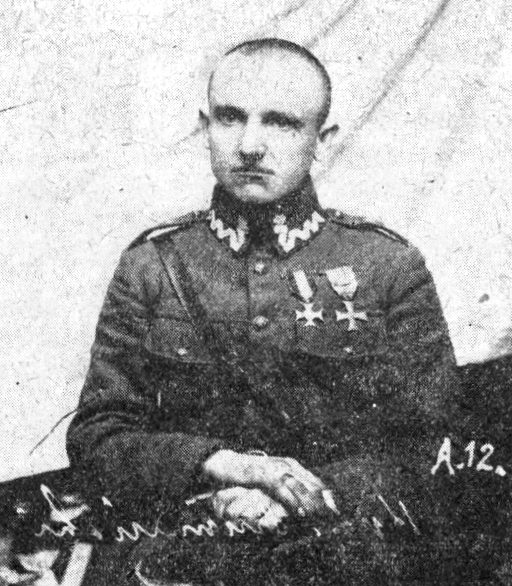
Mieczysław Szumański (1924)

Jego pułk zmienił nazwę na 48 pułk piechoty Strzelców Kresowych, służył w nim jako adiutant dowódcy do 26 stycznia 1922 roku, a następnie dowodził 5 kompanią II baonu tego pułku. Po ukończeniu kursu topograficznego od 1925 roku został zatrudniony na Wydziale Topograficznym Wojskowego Instytutu Geograficznego, 1 listopada 1928 roku został komendantem Oficerskiej Szkoły Topografów przy tym Instytucie. Od maja 1931 roku pracował jako p.o. szefa Wydziału Kartograficznego, a od początku 1933 roku ponownie został komendantem Oficerskiej Szkoły Topograficznej. Na tym stanowisku pozostał do marca 1939
W 1939 roku opublikował, wraz z gen. Tadeuszem Malinowskim, książkę pt. 2 Pułk Legionów Polskich, I, Karpaty (wyd. przez Koło 2 Pułku Piechoty Legionów Polskich).

### II wojna światowa
W czasie kampanii wrześniowej Szumański był szefem I Oddziału Pomiarowego, z którym 4 września opuścił Warszawę, udając się do Lublina, gdzie zabezpieczał pod względem kartograficznym sztab Armii „Lublin”. Po rozproszeniu jego oddziałów przez radzieckie bombardowania przekroczył z małą grupą żołnierzy granicę polsko-węgierską i został internowany w obozie karnym Nagykanizsa na Węgrzech. Zbiegł z tego obozu 4 sierpnia 1941 roku i wrócił do Polski.
W Polsce zorganizował dwie drukarnie (w maju i czerwcu 1942 roku). Przystąpił do Obozu Polski Walczącej, był w jego Radzie Naczelnej i kierował jego Wydziałem Technicznym. W II połowie tego roku został oddelegowany do Armii Krajowej, gdzie od początku 1943 roku objął stanowisko szefa Służby Geograficznej (kryptonim „Schronisko”) Oddziału IV Kwatermistrzowskiego Komendy Głównej AK. Odpowiadał za zabezpieczenie geograficzne AK. Zorganizował pracę „Schroniska”, w lipcu 1944 roku działały 3 drukarnie map i 8 składów. Nadzorował również prowadzenie wywiadu topograficznego węzłów kolejowych i innych konstrukcji inżynierskich, w tym niemieckich poligonów i obozów. Do najciekawszych zadań Służby Geograficznej KG AK pod kierunkiem Szumańskiego było wykonanie wiosną 1943 roku uaktualnionej mapy Warszawy w skali 1:25 000 z zaznaczonymi obiektami niemieckimi i zniszczonymi budynkami.
W Powstaniu Warszawskim dowodził jednym z 2 zespołów służby geograficznej, zaopatrujących w mapy walczące oddziały. Był ranny podczas walk. Po upadku powstania był więziony w Stalagu 344 Lamsdorf, a następnie w Oflagu II C Woldenberg, skąd był ewakuowany w tzw. kolumnie „Wschód” i uwolniony 30 stycznia 1945 roku przez Armię Czerwoną.

### Podziemie niepodległościowe
Po powrocie do kraju uczestniczył w lipcu 1945 roku w odprawie oficerów uwolnionych z Oflagu II C Woldenberg. Na polecenie delegata Sił Zbrojnych na Kraj Jana Rzepeckiego rozpoczął organizację struktur DSZ na Śląsku. Po rozwiązaniu DSZ i utworzeniu Zrzeszenia Wolność i Niezawisłość został szefem Okręgu Wrocław „Wschód” WiN. Po rozbiciu kolejnych dolnośląskich struktur WiN przez Urząd Bezpieczeństwa, Szumański rozwiązał w lipcu 1946 roku podległe mu struktury, po uzyskaniu akceptacji Zarządu Głównego WiN. Prawdopodobnie we wrześniu 1946 przedostał się zagranicę.

### Emigracja
W czerwcu 1947 roku dotarł do Francji i zamieszkał pod Paryżem. Podjął współpracę z Zagraniczną Delegaturą WiN, jednak wkrótce wycofał się z działalności politycznej. Od lipca 1949 roku pracował we francuskim Institut Géographique National, gdzie zajmował się mapami Europy Wschodniej. Pracował tam do 1965 roku. Był działaczem wielu organizacji kombatanckich i polonijnych, w latach 1963–1967 napisał Wspomnienia z początku skautingu we Lwowie z lat 1910–1914, przekazał wiele relacji ze swojej służby. Jego obszerna relacja o losach Wojskowego Instytutu Geograficznego do września 1939 roku przechowywana jest w Bibliotece Polskiej w Paryżu.
Został pochowany na cmentarzu w Triguères.
W 1923 roku ożenił się z Brytyjką Marią Robinson. W 1924 roku urodził im się syn, Jerzy, urbanista, żołnierz AK (ps. „Wig”), uczestnik powstania warszawskiego walczący w pułku „Baszta”, członek WiN.

## Awanse
- kapral – 18 sierpnia 1914 roku
- sierżant – 1915
- chorąży – 1 marca 1918 roku
- podporucznik – 1919
- porucznik – 19 stycznia 1921 roku, ze starszeństwem z dniem 1 czerwca 1919 roku
- kapitan – 3 maja 1922 zweryfikowany ze starszeństwem z 1 czerwca 1919 i 1563. lokatą w korpusie oficerów piechoty[11]
- major – 27 stycznia 1930 ze starszeństwem z dniem 1 stycznia 1930 i 3. lokatą w korpusie oficerów geografów[12]
- podpułkownik – ze starszeństwem z dniem 19 marca 1939 i 1. lokatą w korpusie oficerów geografów[13]

## Ordery i odznaczenia
- Krzyż Srebrny Orderu Wojskowego Virtuti Militari
- Krzyż Niepodległości (9 listopada 1931)[14]
- Krzyż Oficerski Orderu Odrodzenia Polski (1938)
- Krzyż Walecznych (czterokrotnie)
- Złoty Krzyż Zasługi (19 lutego 1931)[15]
- Medal Pamiątkowy za Wojnę 1918–1921
- Medal Dziesięciolecia Odzyskanej Niepodległości
- Médaille commémorative de la guerre 1914–1918 (Francja)[2]